# Passiflora guyanensis
Passiflora guyanensis är en passionsblomsväxtart som beskrevs av Annonay. Passiflora guyanensis ingår i släktet passionsblommor, och familjen passionsblomsväxter. Inga underarter finns listade i Catalogue of Life.